# Seraumont
Seraumont és un municipi francès, situat al departament dels Vosges i a la regió del Gran Est. L'any 2007 tenia 46 habitants.

## Demografia

### Població
El 2007 la població de fet de Seraumont era de 46 persones. Hi havia 19 famílies, de les quals 4 eren unipersonals (4 dones vivint soles i 4 dones vivint soles), 4 parelles sense fills, 7 parelles amb fills i 4 famílies monoparentals amb fills.
La població ha evolucionat segons el següent gràfic:
Habitants censats

### Habitatges
El 2007 hi havia 22 habitatges, 18 eren l'habitatge principal de la família, 2 eren segones residències i 2 estaven desocupats. 20 eren cases i 2 eren apartaments. Dels 18 habitatges principals, 13 estaven ocupats pels seus propietaris, 4 estaven llogats i ocupats pels llogaters i 1 estava cedit a títol gratuït; 1 tenia tres cambres, 3 en tenien quatre i 14 en tenien cinc o més. 17 habitatges disposaven pel capbaix d'una plaça de pàrquing. A 8 habitatges hi havia un automòbil i a 9 n'hi havia dos o més.

### Piràmide de població
La piràmide de població per edats i sexe el 2009 era:
| Homes | Edats   | Dones |
| ----- | ------- | ----- |
| 0     | 95 o +  | 0     |
| 0     | 90 a 94 | 0     |
| 0     | 85 a 89 | 0     |
| 0     | 80 a 84 | 0     |
| 4     | 75 a 79 | 0     |
| 0     | 70 a 74 | 0     |
| 0     | 65 a 69 | 4     |
| 0     | 60 a 64 | 0     |
| 0     | 55 a 59 | 0     |
| 4     | 50 a 54 | 4     |
| 0     | 45 a 49 | 0     |
| 0     | 40 a 44 | 0     |
| 0     | 35 a 39 | 4     |
| 0     | 30 a 34 | 0     |
| 4     | 25 a 29 | 0     |
| 4     | 20 a 24 | 0     |
| 0     | 15 a 19 | 0     |
| 4     | 10 a 14 | 0     |
| 4     | 5 a 9   | 4     |
| 4     | 0 a 4   | 0     |

## Economia
El 2007 la població en edat de treballar era de 30 persones, 25 eren actives i 5 eren inactives. De les 25 persones actives 23 estaven ocupades (13 homes i 10 dones) i 2 estaven aturades (2 dones i 2 dones). De les 5 persones inactives 3 estaven jubilades, 1 estava estudiant i 1 estava classificada com a «altres inactius».
Activitats econòmiques
Dels 2 establiments que hi havia el 2007, 1 era d'una empresa extractiva i 1 d'una empresa de serveis.
L'any 2000 a Seraumont hi havia 4 explotacions agrícoles que ocupaven un total de 800 hectàrees.

## Poblacions més properes
El següent diagrama mostra les poblacions més properes.